# Cybosia cremella
Cybosia cremella är en fjärilsart som beskrevs av Krulikovski 1908. Cybosia cremella ingår i släktet Cybosia och familjen björnspinnare. Inga underarter finns listade i Catalogue of Life.